# Потєхін Олексій Євгенович
Олексій Євгенович Потєхін (рос. Алексей Евге́ньевич Поте́хин; нар. 15 квітня 1972, Новокуйбишевськ, Куйбишевська область) — російський музикант, продюсер. Екс-учасник і один із засновників гурту «Руки Вверх!».

## Біографія
Народився 15 квітня 1972 року в музичній сім'ї. Після закінчення школи Олексій поїхав вчитися до обласного центру, в Куйбишев, де вступив до річкового технікуму.
Після закінчення технікуму в 1991 році поступив на навчання в Самарський державний технічний університет. Закінчив його в 1996 р за фахом «інженер-системотехнік».
Працював на радіостанції «Європа плюс» в Самарі, вів передачу «Потешки от Потехина». У Тольятті створив гурт «Дядюшка Рэй и компания» спільно з Сергієм Жуковим. Гастролював у Тбілісі.
Потім вони повернулися в Москву і стали працювати на студії звукозапису «Павіан-рекордс», створюючи аранжування іншим колективам за право паралельно записувати пісні для свого власного. На той час було вибрано нову назву колективу — Руки Вверх!.
Із залученням до справи професійного продюсера гурт здобув популярність після випуску першого альбому «Дихайте рівномірно». Гурт виїжджав на гастролі по країні і за кордон, здобув чимало нагород.
Після закриття гурту в 2006 р. Олексій займається продюсуванням молодих виконавців, таких як Супербойз, J Well (екс-учасник г. Дискомафия). За період 2006—2008 років випущені 3 збірки танцювальної музики Potexinstyle, що об'єднали в собі багатьох молодих виконавців і хіти відомих гуртів, таких як Демо, Турбомода, Планка і т. д. На даний момент Олексій займається своїм новим проектом ТРЕК & блюз, в який запросив екс-вокаліста г. Турбомода Володимира Лучнікова і екс-учасника гр. «Свои» Руслана Ачкінадзе.
У 2007 р до гурту «ТРЕК & блюз» запросили колишнього учасника телешоу «Дом-2» Алессандро Матераццо, який гастролював з ними влітку 2008 р на півдні Росії.
Гастролює по Росії і країнам СНД з гуртом, який назвав «Поднимите руки вверх» (пізніше була перейменована в «Потехин Бэнд»).

### Особисте життя
- Перша дружина (з 13 квітня 2002 по 2004[1]) — Ірина Томілова — танцівниця гурту «Руки Вверх!»
- Друга дружина (з 12 вересня 2009) — Олена Потєхіна — ветеринар, але працює стилістом.[2][3]
  - Дочка — Марія Потєхіна (нар. 15 березня 2010)

- Старший брат — Андрій Потєхін, колишній учасник гр. Турбомода, Пацани, Revoльvers, менеджер і організатор виступів нового проекту Олексія ТРЕК & блюз.